# Шубаркольська селищна адміністрація
Шубарко́льська селищна адміністрація (каз. Шұбаркөл кенттік әкімдігі, рос. Шубаркольская поселковая администрация) — адміністративна одиниця у складі Нуринського району Карагандинської області Казахстану. Адміністративний центр — селище Шубарколь.
Населення — 1142 особи (2021; 543 у 2009, 669 у 1999).